# Félix Bourriot
 (février 2013).
Si vous disposez d'ouvrages ou d'articles de référence ou si vous connaissez des sites web de qualité traitant du thème abordé ici, merci de compléter l'article en donnant les références utiles à sa vérifiabilité et en les liant à la section « Notes et références ».
Félix Bourriot, né le 12 mai 1922 à Labergement-Sainte-Marie et mort le 5 novembre 2019 dans le 11e arrondissement de Paris, est un historien spécialiste d'histoire grecque, professeur honoraire à l'Université Lille III.

## Publication
- Histoire générale du travail (livre IV), La Grèce. Paris, Nouvelle librairie de France, ca 1958.
- Recherches sur la nature du "génos" : étude d'histoire sociale athénienne, périodes archaïque et classique. Lille, 1976
- Kalos kagathos - kalokagathia : d'un terme de propagande de sophistes à une notion sociale et philosophique : étude d'histoire athénienne, Hildesheim, G. Olms, 1995